# 龙泉镇 (阆中市)
龙泉镇，是中华人民共和国四川省南充市阆中市下辖的一个乡镇级行政单位。

## 行政区划
龙泉镇下辖以下地区：
双河社区、花冠紫村、远景村、新文庙村、何三耙村、双龙村、胜利村、大桥村、达摩垭村和构溪村。